# Krivi Kamen
Krivi Kamen (macedónul: Криви Камен) település Észak-Macedóniában, a Északkeleti körzetben, Rankovce községben.

## Népesség
| Lakosok száma | 220  | 247  | 237  | 193  | 109  | 61   | 47   | 23   | 3    |
|               | 1948 | 1953 | 1961 | 1971 | 1981 | 1991 | 1994 | 2002 | 2021 |

- 2002-ben 23 lakosa volt, akik mindannyian macedónok.